# Littérature du IVe siècle
Littérature du IIe siècle - Littérature du IIIe siècle - Littérature du IVe siècle - Littérature du Ve siècle - Littérature du VIe siècle

## Événements
- 313 : le rhéteur chrétien Lactance est appelé par Constantin à la cour de Trèves pour assurer l'éducation de son fils Crispus[1].
- Vers 325 : en Perse, un synode réunit par Shapur II fixe le texte de l’Avesta, perdu depuis la conquête d’Alexandre et reconstitué à partir de traditions orales[2].
- 333 : un habitant anonyme de Bordeaux se rend en pèlerinage à Jérusalem et en laisse un récit qui est parvenu jusqu'à l'époque contemporaine : Itinerarium a Burdigala Hierusalemusque (L'Itinéraire de Bordeaux vers Jérusalem)[3]. Le pèlerin gaulois passe par la vallée du Danube, Constantinople et l’Asie Mineure.

- Vers 354-363  : le grammairien romain Donat (Aelius Donatus), selon le témoignage de son élève Jérôme de Stridon, enseigne comme grammaticus à Rome. Il écrit un peu avant 350 l’Ars grammatica (L’art de la grammaire) ou Ars Donati, publié en deux volumes, l’Ars major et l’Ars minor. Le second, écrit pour de jeunes élèves, est si largement utilisé au Moyen Âge que le nom de Donat devient synonyme de grammaire ou de manuel scolaire des classes élémentaires. Il écrit également des commentaires sur Virgile et sur Térence[4].

- 1er janvier 357 : dans un discours devant le Sénat, Thémistios mentionne un grand atelier de copie subventionné par l’État, organisé dans la bibliothèque du Palais de Constantinople[5].
- Vers 369 : l'évêque goth Wulfila (ou Ulfilas) compose un alphabet gotique à partir des lettres grecques et latines ainsi que de quelques runes germaniques pour traduire la Bible en gotique[6].

- 378-379 : le savant coréen Wani apporte l'écriture chinoise au Japon[7].
- Vers 384 : l’écrivain païen et préfet de Rome Symmaque crée un cercle littéraire, réunissant selon Macrobe dans ces Saturnales, Prétextat, Nicomaque Flavien, Rufius,  Decius Albinus Caecina, Servius, Avienus[8].
- Entre 392 et 406 : le savant Mesrop (Mesrop Machtots) crée un alphabet arménien qui lui permet de traduire la Bible[9].

## Œuvres majeures
- Vers 291-avant 311 : Eusèbe de Césarée écrit l’Onomasticon, catalogue des noms de lieux bibliques[10].
- Vers 300/500 : date probable de la composition du recueil de fables et de contes indiens Pañchatantra[11].
- Vers 301 : Vie de Plotin de Porphyre de Tyr[12].
- Vers 303 : publication de la Chronique, d’Eusèbe de Césarée[13].
- 303-305 : De opificio Dei (De l’œuvre de Dieu), traité du rhéteur Lactance[14].
- Vers 305-311 : Adversus nationes, traité polémique contre le paganisme du rhéteur Arnobe[14].
- 306-311 : Divinae Institutiones (Institutions divines), traité du rhéteur Lactance, qui expose les principes de la religion chrétienne[14].

- 307-310 : Apologie pour Origène, écrite par Pamphile de Césarée en prison[15].
- Vers 310 : Jamblique romance la Vie de Pythagore et vulgarise son œuvre[16].
- Vers 312-322 : Préparation évangélique, d’Eusèbe de Césarée[17].
- 314-315 : Lactance rédige De mortibus persecutorum, qui fustige les auteurs des persécutions[1].

- Vers 320 : De Mysteriis Aegyptiorum (Les Mystères d'Égypte), « Réponse d'Abammon à la Lettre de Porphyre à Anébon », traité de Jamblique sur la théurgie et l'occultisme[18].
- Vers 324 : publication de l’Histoire ecclésiastique, d’Eusèbe de Césarée[19] (vers 265-340).
- Vers 325-375 : dates très approximative des Codex Sinaiticus (325-360) et Codex Vaticanus (350-375), manuscrits de la Bible en grec[20].

- 333-337 : « Matheseos libri VIII » de l’astrologue sicilien Firmicus Maternus[21].
- Vers 329-330 : Evangeliorum libri, poème du prêtre espagnol Juvencus[22], qui transcrit les Évangiles en trois mille hexamètres.
- Après 340 : traduction par Wulfila de la bible en langue goth[23].
- 343-347 : De errore profanarum religionum (L'erreur des religions païennes) de Julius Firmicus Maternus, adressé aux empereurs Constance II et Constant pour leur rappeler leur devoir de détruire le paganisme[24].

- 356-357 : le patriarche Athanase d'Alexandrie, en exil en Thébaïde, écrit une vie de saint Antoine[25].
- 357-358 : « Liber Contra Arianos », de Fœbade d’Agen, adressé aux évêques de Gaule, écrit pour réfuter les décisions arianistes du concile de Sirmium[17].

- Entre 366 et 384 : Commentaires sur les épîtres de saint Paul et Questions sur l'Ancien et le Nouveau Testament, écrits anonymes rédigés sous le pape Damase, longtemps attribués à Ambroise de Milan (Ambrosiaster)[26].

- Vers 371 : le poète latin Ausone évoque un voyage sur le Rhin et la Moselle dans son œuvre La Moselle[17].

- Vers 380-395 : rédaction par Ammien Marcellin des Res Gestae, ouvrage historique en 31 livres sur le modèle de Tacite couvrant la période 96-378[27],[28].
- Vers 380-415 : à la cour de Chandragupta II, le poète indien Kâlidâsa aurait écrit son poème lyrique Meghaduta, Le Nuage messager[29].

- Vers 382 : De Virginitate (Sermons sur la virginité) de Jean Chrysostome[30].
- 386 : discours de Libanios Pro templis (Pour les temples), un des derniers sursauts de réaction païenne[31].

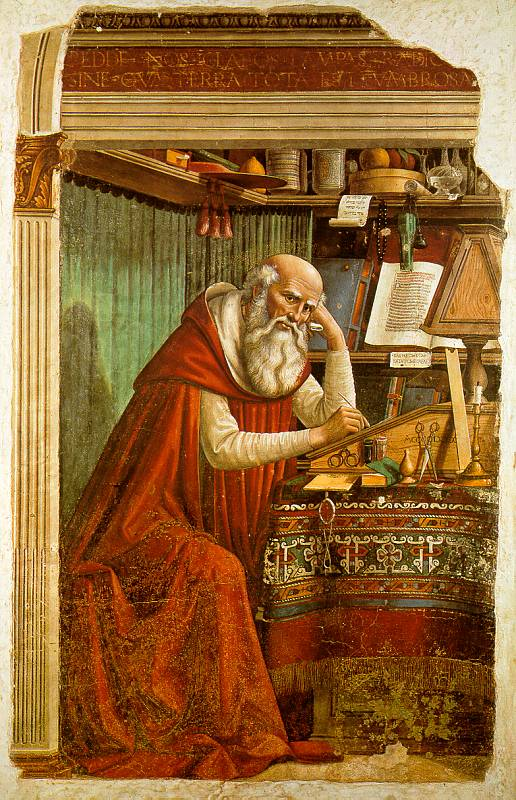
Domenico Ghirlandaio - St Jérôme.

- 392-404 : à Bethléem, Jérôme de Stridon traduit l'Ancien Testament en latin à partir du texte hébreu (Vulgate)[32].
- 393-394 : Jean Chrysostome écrit un traité Sur la vaine gloire et l'éducation des enfants (De inani gloria et educandis a parentibus liberis)[33].
- Vers 395-396 : Vies des philosophes et des sophistes d'Eunape, 23 biographies[34].
- 397 : Sulpice-Sévère écrit sa Vie de saint Martin (Vita Martini), première vie d'un saint[35].
- 397-401 : Augustin écrit ses Confessions[36].

- IVe siècle :
  - fin de la rédaction de la version de la Gémara écrite en Galilée, formant avec le Mishna le Talmud de Jérusalem[37].
  - achèvement du Mahabharata[38].
  - De re coquinaria (« De la cuisine »), publié sous le nom d’Apicius, un des premiers manuels d’art culinaire[39].

- Fin du IVe siècle : Chalcidius commente et traduit en latin le Timée de Platon[40].
- IVe ou Ve siècle : rédaction du Kâmasûtra, traité attribué à Vâtsyâyana[41].

## Naissances
- 329 à Césarée, Basile de Césarée, évêque de Césarée, théologien.
- 329 en Cappadoce, Grégoire de Nazianze, Docteur de l’Église, théologien.
- entre 330 à 335 à Antioche, Ammien Marcellin, historien greco-romain.
- entre 331 et 314 à Néocésarée, Grégoire de Nysse, théologien.
- 340 à Trèves, Ambroise de Milan, évêque de Milan, Docteur de l’Église, théologien, écrivain et poète.
- 347 à Stridon, Jérôme de Stridon, Docteur de l’Église, traducteur hébreu-latin.
- vers 349 à Sardes, Eunape, rhéteur.
- 350 à Athènes, Plutarque d'Athènes, philosophe grec.
- 354 à Thagaste, Augustin d'Hippone, Docteur de l’Église, théologien et philosophe.
- entre 379 et 395 à Volsinii, Avienus, haut fonctionnaire et poète romain.
- fin du IVe siècle à Alexandrie, Olympiodore l'Ancien, philosophe grec.

## Décès
- vers 304, Arnobe l'ancien, écrivain, rhétoricien et théologien numide.
- vers 305, Porphyre de Tyr, philosophe.
- 309, Pamphile de Césarée, évêque de Césarée, théologien.
- vers 325, Lactance, rhéteur numide.
- 329, Grégoire de Nazianze, Docteur de l’Église, théologien.
- vers 340, Eusèbe de Césarée, évêque de Césarée, écrivain, théologien et apologète chrétien.
- 379, Basile de Césarée, évêque de Césarée, théologien.
- 394, Grégoire de Nysse, théologien.
- entre 395 à 400, Ammien Marcellin, historien greco-romain.
- 397, Ambroise de Milan, évêque de Milan, Docteur de l’Église, théologien, écrivain et poète.